# Bảo tàng Khởi nghĩa Silesian ở Świętochłowice
Bảo tàng Khởi nghĩa Silesian ở Świętochłowice (tiếng Ba Lan: Muzeum Powstań Śląskich w Świętochłowicach) là một bảo tàng tọa lạc tại số 1 Phố Wiktora Polaka, Świętochłowice, Ba Lan. Phương châm hoạt động của Bảo tàng là thu thập và bảo vệ các hiện vật và kỷ vật có liên quan đến lịch sử của các cuộc Khởi nghĩa Silesian và lịch sử của thành phố Świętochłowice.

## Lịch sử
Bảo tàng Khởi nghĩa Silesian ở Świętochłowice được thành lập theo nghị quyết của Hội đồng Thành phố tại Świętochłowice ngày 18 tháng 7 năm 2012. Sự thành lập của Bảo tàng Khởi nghĩa Silesian ở Świętochłowice là kết quả của việc chuyển đổi Bảo tàng Thành phố ở Świętochłowice.
Trụ sở của Bảo tàng là tòa nhà được xây dựng vào năm 1907 theo thiết kế của Emil và Georg Zillmann. Công việc cải tạo và sửa đổi tòa nhà này được thực hiện vào năm 2013, với sự tài trợ một phần của quỹ từ Chương trình Hoạt động Khu vực Silesian cho giai đoạn 2007-2013. Tổng chi phí của việc trùng tu là 9,5 triệu złoty, trong đó hơn 7,7 triệu złoty được tài trợ từ các quỹ của Liên minh Châu Âu. Bảo tàng chính thức mở cửa đón công chúng vào ngày 18 tháng 10 năm 2014.
Năm 2018, Bảo tàng được trao Giải thưởng Wojciech Korfanty.

## Giờ mở cửa
Bảo tàng Khởi nghĩa Silesian ở Świętochłowice hoạt động quanh năm, mở cửa tất cả các ngày trong tuần. Khách tham quan phải trả phí vào cửa, riêng Chủ nhật khách tham quan được vào cửa miễn phí.